# San Jose, Kalifornien
För andra betydelser, se San José.
San Jose (även San José) är en storstad i den amerikanska delstaten Kalifornien och huvudort i Santa Clara County. 

## Historia
San Jose, som grundades 1777, ligger i den södra änden av San Franciscobukten, ingående i San Francisco Bay Area. San Jose är också den största staden i Silicon Valley. I staden bor 989 496 människor (2008) vilket gör den till den mest befolkade i norra Kalifornien och den tredje i delstaten, efter Los Angeles och San Diego. San Jose är den tionde största staden i USA och täcker en yta av 461,5 km².

## Geografi

### Stadsdelar
Sedan 2020/2022 är City of San José indelat i 10 olika Council Districts.
Exempelvis Council District 1 omfattar stadsdelarna San José som ligger väster om SR-17 och I-880 och söder om Stevens Creek Boulevard, förutom vissa områden mellan SR-17 och Thornton Way. Distriktet gränsar i norr av staden Santa Clara, i väster av staden Cupertino, i sydväst av staden Saratoga, i sydost av staden Campbell och i öster av staden San José Council District 6 och oinkorporerade stadsdelarna Fruitdale och Burbank.

## Ekonomi och infrastruktur
San Jose anses vara huvudstad i Silicon Valley, och som sådan är man mycket beroende av utvecklingen inom datorbranschen. Bland de företag som har sina huvudkontor där kan nämnas Adobe Systems, Cisco Systems och ebay. Även en stor tillverkningsindustri finns där, och bland annat har Flextronics, Hewlett-Packard, IBM och Lockheed Martin fabriker i området.
San Jose har en internationell flygplats: Norman Y. Mineta San José International Airport.

## Sport

### Professionellt lag i de stora lagsporterna
- NHL - ishockey
  - San Jose Sharks